# Route 161 (Nouveau-Brunswick)
Pour les articles homonymes, voir Route 161.
La route 161 (NB) est une route secondaire au Nouveau-Brunswick. Elle débute à Clair, sur le pont international entre Clair et Fort Kent, au Maine et parcourt 5 km (3,1 mi) en longeant le fleuve Saint-Jean jusqu'à Caron Brook où elle se termine à la jonction avec la route 120.

## Description du racé
La 161 débute à la frontière canado-américaine, comme la continuité de la US 1, sur le pont reliant Fort Kent à Clair.
La route se dirige vers le nord-est sur tout son tracé, suivant le fleuve Saint-Jean jusqu'à endant ses 5 kilomètres. Elle se termine à Caron Brook, sur la route 120, en direction du Québec ou d'Edmundston.

## Histoire
La 161 faisait partie de la route 205, jusqu'en 1999. 

## Intersections majeures
| Comté                 | Ville       | km   | Destinations                   | Notes                                |
| --------------------- | ----------- | ---- | ------------------------------ | ------------------------------------ |
| Madawaska             | Clair       | 0,00 | US 1 / SR 161 sud – Fort Kent  | Continue au Maine                    |
| Madawaska             | Clair       | 0,00 | Frontière canado-américaine    |                                      |
| Madawaska             | Clair       | 0,20 | NB-205 ouest – Saint-François  | Terminus est de la NB-205            |
| Madawaska             | Caron Brook | 4,90 | NB-120 – Lac-Baker, Edmundston | La NB-161 nord devient la NB-120 est |
| - Transition de route |             |      |                                |                                      |